# Chặng đua MotoGP Catalunya 2020
Chặng đua MotoGP Catalunya 2020 (tên chính thức 2020 Gran Premi Monster Energy de Catalunya) là chặng đua thứ 8 của mùa giải MotoGP 2020. Chặng đua được tổ chức ở trường đua Circuit de Barcelona-Catalunya, Tây Ban Nha từ ngày 25 đến 27 tháng 09 năm 2020. Người chiến thắng là Fabio Quartararo của đội đua Petronas Yamaha.

## Diễn biến chính
Franco Morbidelli lần đầu tiên trong sự nghiệp giành pole thể thức MotoGP, anh đã dẫn đầu cuộc đua cho đến vòng 8 thì bị đồng đội Fabio Quartararo vượt. Sau đó Quartararo giữ vững vị trí của mình và đã giành chiến thắng thứ 3 trong mùa giải.
Đến cuối cuộc đua, Morbidelli lại bị hai tay đua Suzuki là Joan Mir và Alex Rins đẩy khỏi bục podium.
Tay đua dẫn đầu BXH trước khi cuộc đua bắt đầu là Andrea Dovizioso phải bỏ cuộc ngay ở vòng 1 do va chạm với Johann Zarco. Việc không có được điếm số nào đã khiến Dovizioso bị mất vị trí dẫn đầu vào tay Quartararo. Tay đua người Pháp có 108 điểm.

## Kết quả
| Stt                         | Số xe | Tay đa            | Xe      | Lap | Thời gian | Xuất phát | Điểm |
| --------------------------- | ----- | ----------------- | ------- | --- | --------- | --------- | ---- |
| 1                           | 20    | Fabio Quartararo  | Yamaha  | 24  | 40:33.176 | 2         | 25   |
| 2                           | 36    | Joan Mir          | Suzuki  | 24  | +0.928    | 8         | 20   |
| 3                           | 42    | Álex Rins         | Suzuki  | 24  | +1.898    | 13        | 16   |
| 4                           | 21    | Franco Morbidelli | Yamaha  | 24  | +2.846    | 1         | 13   |
| 5                           | 43    | Jack Miller       | Ducati  | 24  | +3.391    | 4         | 11   |
| 6                           | 63    | Francesco Bagnaia | Ducati  | 24  | +3.518    | 14        | 10   |
| 7                           | 30    | Takaaki Nakagami  | Honda   | 24  | +3.671    | 11        | 9    |
| 8                           | 9     | Danilo Petrucci   | Ducati  | 24  | +6.117    | 9         | 8    |
| 9                           | 12    | Maverick Viñales  | Yamaha  | 24  | +13.607   | 5         | 7    |
| 10                          | 35    | Cal Crutchlow     | Honda   | 24  | +14.483   | 16        | 6    |
| 11                          | 33    | Brad Binder       | KTM     | 24  | +14.927   | 10        | 5    |
| 12                          | 41    | Aleix Espargaró   | Aprilia | 24  | +15.647   | 15        | 4    |
| 13                          | 73    | Álex Márquez      | Honda   | 24  | +17.327   | 18        | 3    |
| 14                          | 27    | Iker Lecuona      | KTM     | 24  | +27.066   | 19        | 2    |
| 15                          | 53    | Tito Rabat        | Ducati  | 24  | +27.282   | 22        | 1    |
| 16                          | 38    | Bradley Smith     | Aprilia | 24  | +28.736   | 21        |      |
| 17                          | 6     | Stefan Bradl      | Honda   | 24  | +32.643   | 20        |      |
| Ret                         | 88    | Miguel Oliveira   | KTM     | 18  | Accident  | 12        |      |
| Ret                         | 46    | Valentino Rossi   | Yamaha  | 15  | Accident  | 3         |      |
| Ret                         | 44    | Pol Espargaró     | KTM     | 12  | Accident  | 7         |      |
| Ret                         | 5     | Johann Zarco      | Ducati  | 0   | Collision | 6         |      |
| Ret                         | 4     | Andrea Dovizioso  | Ducati  | 0   | Collision | 17        |      |
| OFFICIAL MOTOGP RACE REPORT |       |                   |         |     |           |           |      |

Nguồn: Trang chủ MotoGP

## BXH sau chặng đua
|   | Stt | Tay đua           | Điểm |
| - | --- | ----------------- | ---- |
| 1 | 1   | Fabio Quartararo  | 108  |
| 2 | 2   | Joan Mir          | 100  |
|   | 3   | Maverick Viñales  | 90   |
| 3 | 4   | Andrea Dovizioso  | 84   |
|   | 5   | Franco Morbidelli | 77   |

|   | Stt | Xưởng đua | Điểm |
| - | --- | --------- | ---- |
|   | 1   | Yamaha    | 163  |
|   | 2   | Ducati    | 126  |
| 1 | 3   | Suzuki    | 113  |
| 1 | 4   | KTM       | 109  |
|   | 5   | Honda     | 72   |

|   | Stt | Đội đua                      | Điểm |
| - | --- | ---------------------------- | ---- |
|   | 1   | Petronas Yamaha SRT          | 185  |
| 1 | 2   | Team Suzuki Ecstar           | 160  |
| 1 | 3   | Monster Energy Yamaha MotoGP | 148  |
|   | 4   | Ducati Team                  | 123  |
| 1 | 5   | Pramac Racing                | 118  |